# Protozous

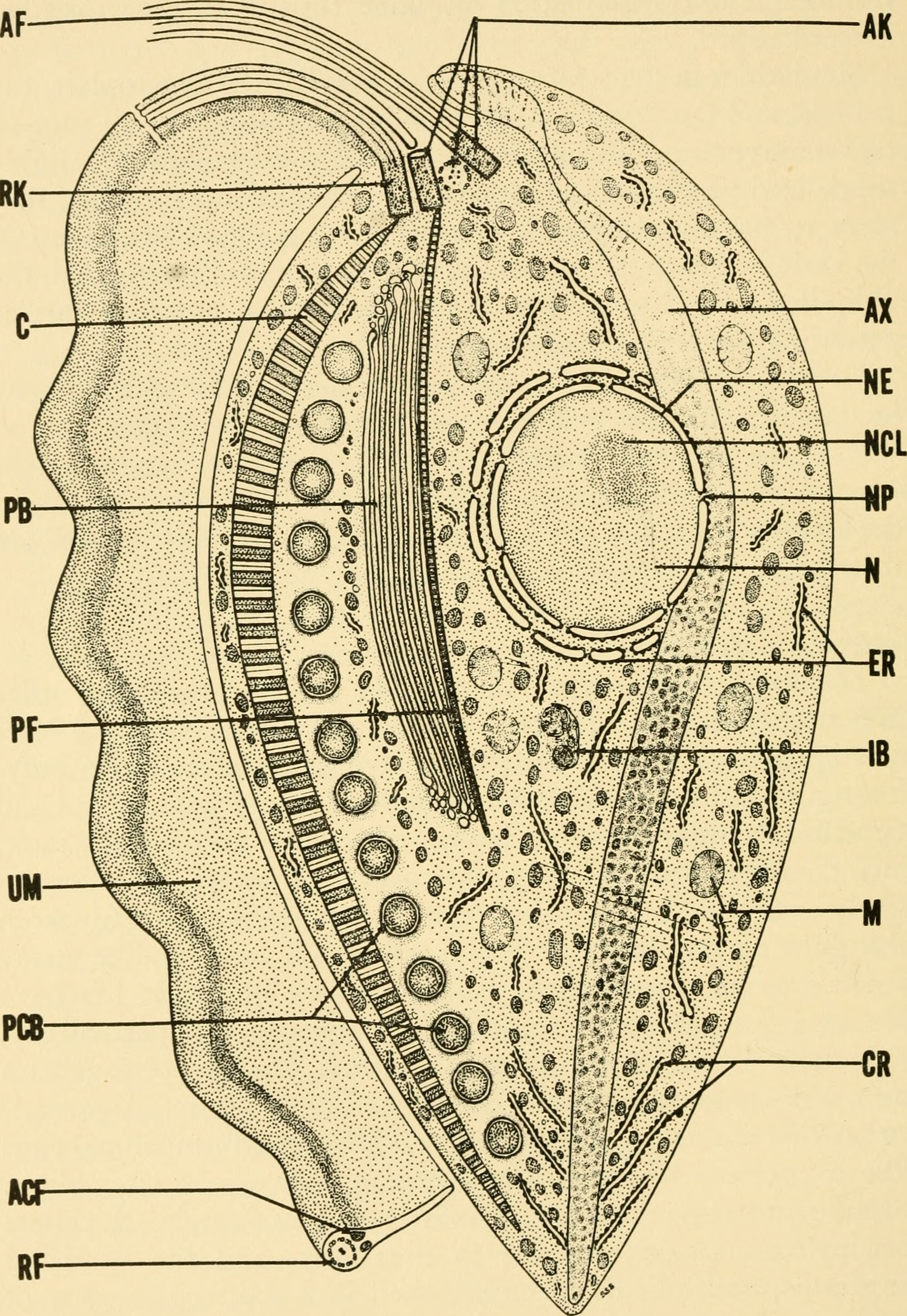
Estructura interna d'un protozou

Els protozous són organismes unicel·lulars eucariotes heteròtrofs. Moltes espècies de protozous viuen com a paràsits en animals o plantes i altres són de vida lliure formant part del zooplancton. Alguns d'ells poden parasitar en l'ésser humà, constituint les protozoosis, com l'amebosi, la giardiosi, la criptosporidiosi (produïda majoritàriament per Cryptosporidium parvum) o la toxoplasmosi. Els aliments i l'aigua poden ser vies de transmissió de protozous parasitaris. Pertanyen al Regne (biologia) dels protoctists.
Pel seu caràcter mòbil i heteròtrof s'havien classificat tradicionalment entre els animals, i posteriorment dins del regne dels protistes. Actualment se les considera un conjunt parafilètic.
Els protozous més comuns són: l'ameba, el parameci, el plasmodi, tripanosoma, Cryptosporidium parvum i Giardia lamblia. Tots quatre tenen un tipus de locomoció diferents com per exemple el moviment per flagel·lació, el ciliat i el moviment per pseudòpodes. Tot i això alguns ni tan sols es mouen, es desplacen pel moviment d'un altre ésser viu, són els esporozous. Es reprodueixen de manera asexual i sexual, és a dir son hermafrodites.
Però també poden fer la funció de resistència quan detecten condicions adverses, una mica com la forma de resistència (o espora de resistència) dels bacteris.

## Història
El nom de Protozous taxonòmicament va aparèixer l'any 1818 gràcies al zoòleg Georg August Goldfuss i s'ha anat movent entre fílum, regne (l'any 1981 Thomas Cavalier Smith) i subregne.Protozou prové del grec πρῶτος (protos) que vol dir primer i ζῶα (zoa) animal, és a dir vol dir "primitius animals". Goldfuss el va proposar com una classe, creient que eren animals molt simples. Inicialment incloïa organismes no unicel·lulars com rotífers, esponges, coralls, meduses i determinats cucs.
Al 1848, gràcies als avenços de la Teoria cel·lular proposada per Theodor Schwann i Matthias Schleiden, el zoòleg i anatomista C.T.von Siebold va proposar que aquests organismes unicel·lulars com els ciliats o les amebes tenien cèl·lules similars a les que formen els teixits en animals o plantes. Va redefinir els protozous separant-los dels animals (Metazoa) pel fet de ser unicel·lulars.Al mateix temps, va elevar el grup al nivell d'un phylum que contenia dos grans classes de microorganismes: Infusoria (majoritàriament ciliats) i algues flagel·lades) i Rhizopoda (organismes ameboides). La definició de Protozous com un fil o sub-regne compost pels "animals unicel·lulars" van ser adoptats pel zoòleg Otto Bütschli, celebrat al seu centenari com a "arquitecte de la protozoologia"
Mentre va estar sota el fílum dels Metazous, els protozous van ser repartits segons la vella classificació de dos regnes de la vida, alguns eren similars a plantes i altres similars a animals, depenent de si tenien o no la capacitat de fer la fotosíntesis. Això va fer que els primers s'estudiessin dins de la botànica i els segons dins de la zoologia.

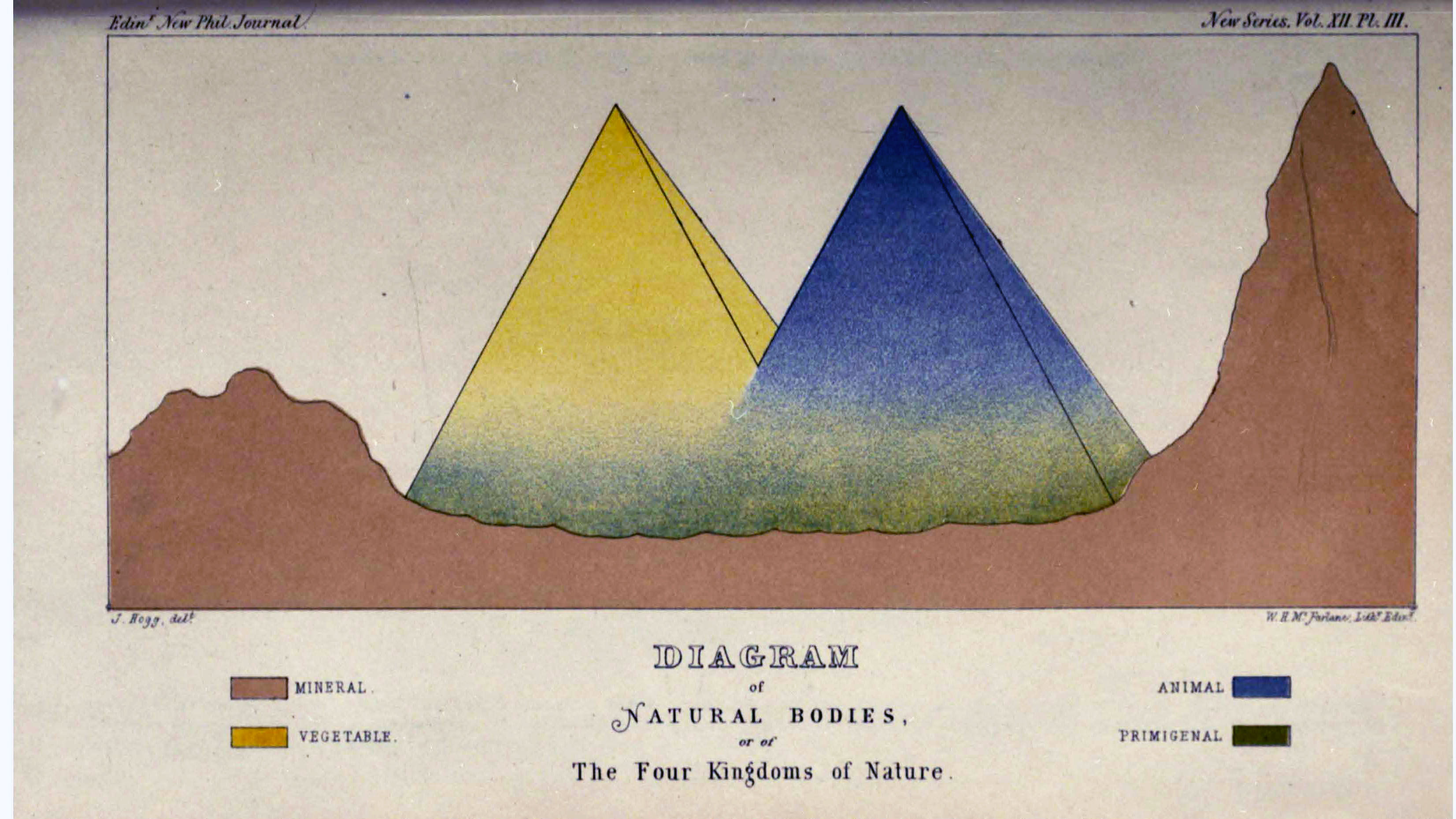
Imatge de John Hogg explicant la creació del nu regne Primigenum amb característiques similars a animals i plantes.

La crítica d'aquest sistema va començar a la segona meitat del segle xix, amb la constatació que molts organismes compleixen ambdós els criteris d'inclusió entre plantes i animals. Per exemple, les algues Euglena i Dinobryon tenen cloroplasts per a la fotosíntesi, però poden també alimentar-se de matèria orgànica i són mòbils per flagel·lació. En 1860, el biòleg anglès John Hogg va argumentar contra l'ús de "protozous", ja que "els naturalistes es divideixen segons l'opinió - i probablement alguns continuaran així, ja sigui que molts d'aquests organismes o éssers vius siguin animals o bé plantes. " Com a alternativa, va proposar un nou regne anomenat Primigenum, que consistia tant en protozous com en algues unicel·lulars.(protophyta), que va combinar junts sota el nom de "Protoctista". En la concepció de Hoggs, va comparar dues grans "piràmides" que representaven els regnes animal i vegetal i que es barrejaven a les seves bases al Regne Primigenum.